# Iljoesjin Il-2
De Iljoesjin Il-2 (Russisch: Ильюшин Ил-2) (NAVO-codenaam: Bark), een sjtoermovik (Russisch: штурмови́к = grondaanvalsvliegtuig), is een grondaanvalsvliegtuig van de Sovjet-Unie. Tijdens de Tweede Wereldoorlog werden er 36.163 Il-2's gebouwd, waardoor de Il-2 nog steeds het meest gebouwde militaire vliegtuig ooit is. Het eerste tweezitter prototype vloog als de TsKB-55 in december 1939 met een Mikoelin AM-35-lijnmotor. Tijdens testvluchten bleek dat het type te zwaar was door de bepantsering die was aangebracht. Het volgende prototype was de eenzitter TsKB-57 die in oktober 1940 vloog met een Mikoelin AM-38-lijnmotor. Dit type kwam als BSj-2 in productie, maar deze naam werd in april 1941 veranderd in Il-2. Tijdens gevechtsoperaties bleek dat de Il-2 erg kwetsbaar was voor aanvallen in de rug (door gebrek aan een achterste schutter). Daarom werd de Il-2M ontwikkeld met een tweede cockpit waar een schutter kon plaatsnemen die naar achteren schoot.

## Ontwikkeling

### Oorsprong
In 1935 beval de regering van de Sovjet-Unie de ontwikkeling van een nieuw grondaanvalsvliegtuig. Iljoesjin en Jakovlev werd beiden gevraagd een prototype te ontwerpen. Het meest belovende ontwerp kwam van Jakovlev. Het toestel had een zware bewapening van vier 37mm-snelvuurkanonnen. De ontwikkeling werd stopgezet, omdat het vliegtuig niet goed kon opstijgen op onregelmatige landingsbanen. In de rol van grondaanvalsvliegtuig was dit een vereiste. In 1938 kwam Iljoesjin echter met een ontwerp dat wél voldeed.

### Prototypen
Het in 1938 ontworpen toestel werd een eenmotorige laagdekker, met metalen vleugels, een romp die aan de voorkant met metaal bepantserd was maar aan de achterkant van hout gemaakt werd. De TsKB-55 werd een zwaar en groot toestel met twee zitplaatsen, één voor de piloot en één voor een waarnemer/schutter. Het toestel bezat een bewapening van vijf 7,62mm-SjKAS-machinegeweren. Daarnaast konden 400 kg bommen onder de romp hangen en nog eens 200 kg onder de vleugels. Het vliegtuig bezat ook al zo'n 700 kg aan bepantsering. De twee prototypen werden aangedreven door een Mikoelin AM-35-motor met een vermogen van 1350 pk. Het toestel bleek uitstekende slagkracht te bezitten, maar de motor was ontoereikend voor de vereiste snelheid en het vereiste vermogen. Door een TsKB-55 om te bouwen naar een eenzitter, met een extra brandstoftank op de plaats van de schutter, ontstond de TsKB-57. De krachtigere AM-35A- of AM-37-motor dreef dit type aan en de binnenste twee mitrailleurs werden vervangen door twee 20mm-SjVAK-snelvuurkanonnen. De bepantsering was ook verbeterd en er konden zes 82mm-RS-82-raketten onder de vleugels hangen. Het prototype vloog voor het eerst op 12 oktober 1940, en de prestaties waren van dien aard dat meteen tot productie werd overgegaan. De aanduiding BSj-2 werd veranderd in Il-2 en in maart 1941 werden de eerste toestellen in dienst genomen.

## Varianten

### Il-2
Dit was het originele toestel. Het bezat aanvankelijk een AM-35A- of AM-37-motor, maar die werd al snel vervangen door een AM-38-motor met een vermogen van 1680 pk. Dit werd de standaardmotor voor de Il-2. De bewapening bestond uit twee 20mm-SjVAK-snelvuurkanonnen, twee 7,62mm-SjKAS-machinegeweren en zes 82mm-RS-82-raketten en 400 kg bommen.

### Il-2M
Tijdens het inzetten van de eerste Il-2 bleek dat het toestel te kwetsbaar werd zonder achterwaarts vurende wapen. Daarom kreeg de Il-2M als belangrijkste verbetering een 12,7mm-Berezin UB]T-machinegeweer achter in de cockpit. Ook werden de 20mm-snelvuurkanonnen vervangen door de 23mm-VJa-23, en er werd nog meer bepantsering aangebracht waardoor de totale massa ervan nu 990 kg bedroeg. Om de prestaties van het toestel niet al te veel naar beneden te halen werd een AM-38F met een vermogen van 1720 pk geïnstalleerd. 

### Il-2 type 3M
Dit was een poging om een antitankvliegtuig te ontwikkelen. Deze versie kreeg twee 37mm-Noedelman-Soeranov NS-37-snelvuurkanonnen in gestroomlijnde gondels onder de vleugels. De 37mm-kanonnen konden het dikke pantser van de tot dan toe zwaarste Duitse tank, de Tiger I, doorboren. De 23mm-kanonnen werden verwijderd en de bommenlast werd veranderd van 600 naar 200 kg. 

### Il-2 type 3
In 1944 werd er meer duraluminium beschikbaar in de Sovjet-Unie. De Il-2 kreeg daardoor vleugels van metaal. De vleugels werden ook meer naar achteren gericht en de uiteinden werden recht in plaats van elliptisch. 

### Il-2T
Dit was een speciale marine uitvoering van de Il-2, die gediend heeft bij de Zwarte Zeevloot. Het toestel kreeg een 533mm-torpedo voor de rol als torpedobommenwerper. 

### Il-2U
De Il-2U was een tweezitsuitvoering als lesvliegtuig. De bewapening bestond uit twee 7,62mm-machinegeweren, twee 82mm-raketten en 200 kg bommen.

## Specificaties (Il-2M3)

### Algemene specificaties
- Bemanning: 2
- Spanwijdte: 14,60 m
- Lengte: 12 m
- Hoogte: 4,17 m
- Vleugeloppervlakte: 38,50 m²
- Leeggewicht: 4350 kg
- Maximaal gewicht: 6400 kg
- Aandrijving: 1 × watergekoelde Mikoelin AM-38F met een vermogen van 1770 pk

### Prestaties
- Maximale snelheid: 415 km/h
- Actieradius: 720 km
- Dienstplafond: 5500 m
- Klimsnelheid: 10,4 m/s

### Bewapening
- Boordgeschut:
  - 2 × 23mm-VJa-23-snelvuurkanonnen in de vleugels (vast, voorwaarts vurend)en
  - 2 × 7,62mm-SjKAS-machinegeweren (vast, voorwaarts vurend) en
  - 1 × een beweegbaar 12,7mm-Berezin UBT-machinegeweer achter in de cockpit.
- Raketten:
  - 8 × RS-82- of 4 × RS-132-raketten
- Bommen:
  - tot 600 kg bommen

In oktober 1944 stopte de productie van de Il-2 ten gunste van de Iljoesjin Il-10.